# Consequence

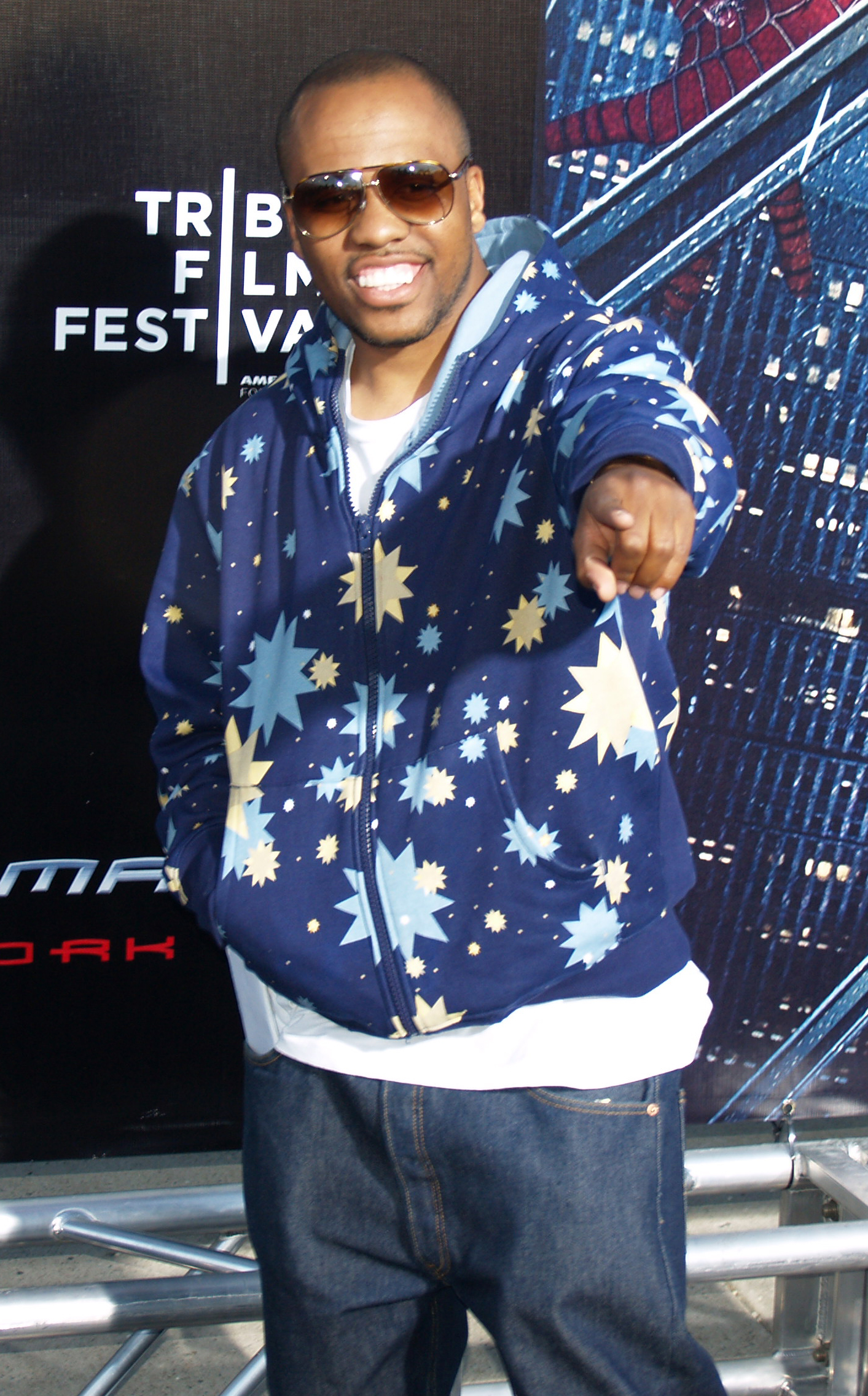
Consequence
^{photo: David Shankbone}

Consequence es un rapero estadounidense de Queens, Nueva York, apareció frecuentemente en el Beats, Rhymes and Life de A Tribe Called Quest, y últimamente ha renacido gracias a una serie de temas junto a Kanye West, como "Spaceship" del The College Dropout. Forma parte del sello de Kanye, GOOD Music.

## Discografía

### Álbumes de estudio
- Early 2006: Don't Quit Your Day Job

### Mixtapes
- 2002: The Cons Vol. 1: All Sales Are Final
- 2003: An Evening Wit EPC
- 2003: The Cons Vol. 2: Make The Game Come To You
- 2004: Take 'Em To The Cleaners
- 2005: The Cons Vol. 3: Da Comeback Kid
- 2005: A Tribe Called Quence

### Sencillos
- 2003: Turn Ya Self In
- 2005: Caught Up In The Hype
- 2005: N*ggas Get Knocked

### Colaboraciones
- A Tribe Called Quest - Unreleased track: The Chase, Part ll (Remix) 1993
- A Tribe Called Quest - Phony Rappers (Beats, Rhymes and Life) 1996
- A Tribe Called Quest - Motivators (Beats, Rhymes and Life) 1996
- A Tribe Called Quest - Jam (Beats, Rhymes and Life) 1996
- A Tribe Called Quest - Mind Power (Beats, Rhymes and Life) 1996
- A Tribe Called Quest - Baby Phife's Return (Beats, Rhymes and Life) 1996
- A Tribe Called Quest - Word Play (Beats, Rhymes and Life) 1996
- A Tribe Called Quest - Stressed Out (Beats, Rhymes and Life) 1996
- Kanye West - Spaceship (The College Dropout) 2004
- Kanye West - The Good, The Bad, The Ugly (Freshmen Adjustment) 2005
- Kanye West - '03 Electric Relaxation (Freshmen Adjustment) 2005
- Kanye West - Gone (Late Registration) 2005
- Miri Ben-Ari - I've Been Waiting On You (The Hip-Hop Violinist) 2005